# Turrialbia felina
Turrialbia felina är en insektsart som beskrevs av Mckamey och Lewis L. Deitz 1996. Turrialbia felina ingår i släktet Turrialbia och familjen hornstritar. Inga underarter finns listade i Catalogue of Life.